# 常青街道 (乌兰察布市)
常青街道，是中华人民共和国内蒙古自治区乌兰察布市集宁区下辖的一个乡镇级行政单位。

## 行政区划
常青街道下辖以下地区：
福华社区、东长青社区、福新东路社区、长征社区、东沙河社区和华宁社区。